# Miguel Afonso de Andrade Leite
Miguel Afonso de Andrade Leite ou simplesmente Padre Miguel do Cajuru (São Miguel do Cajuru, 29 de setembro de 1912 – São João del-Rei, 30 de setembro de 1976), foi um padre católico do interior do estado de Minas Gerais.

## Biografia

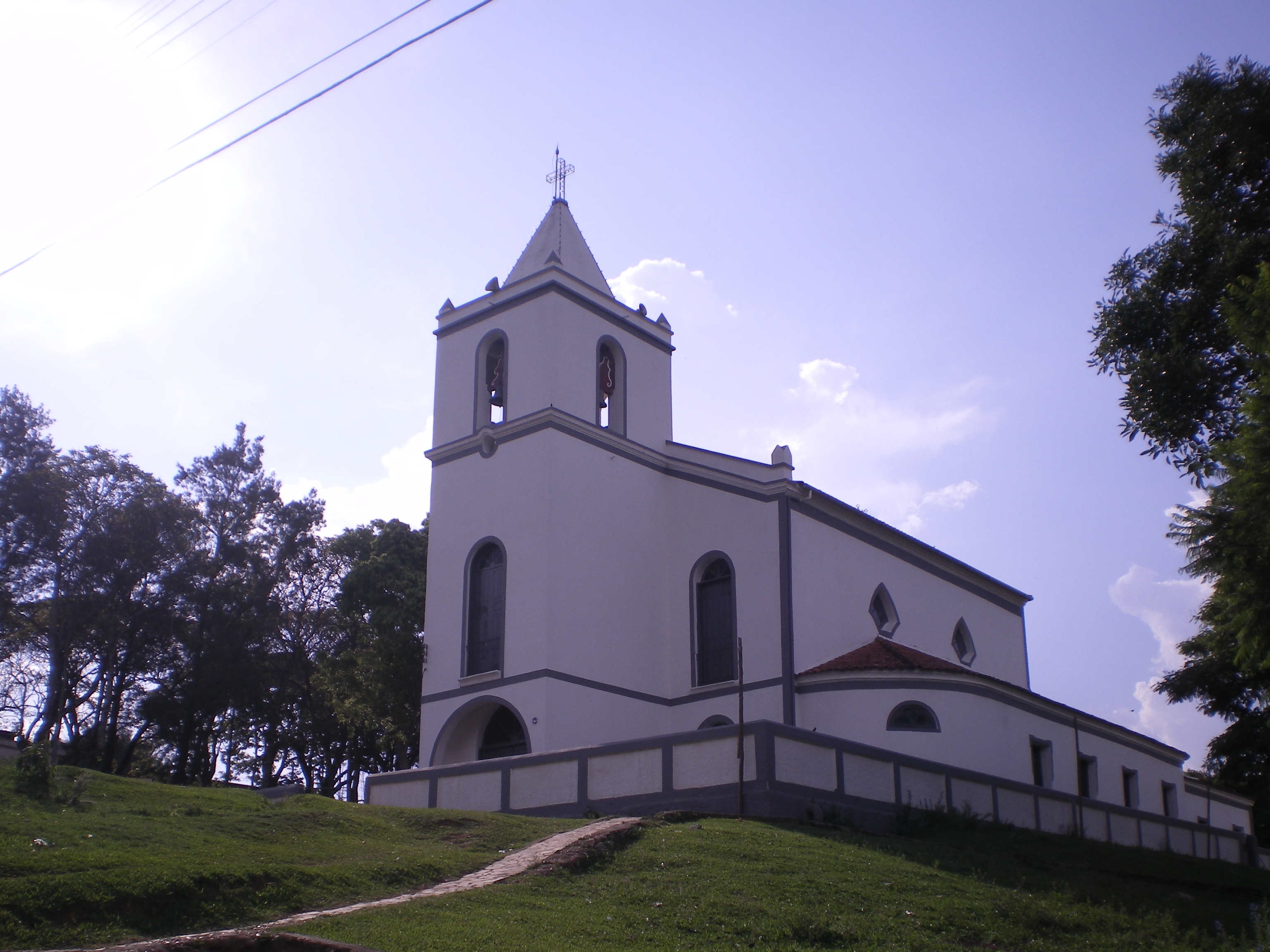
Paróquia de São Miguel Arcanjo no distrito Cajuru, templo ligado com a história do sacerdote

Nascido em 29 de setembro de 1912 no distrito rural de São Miguel do Cajuru, a 36 quilômetros da cidade de São João del-Rei, Miguel Afonso era filho de Francisco Afonso de Andrade Leite e de Afonsina Batista de Carvalho.  
Foi ordenado sacerdote em 13 de fevereiro de 1938. Cantou a sua primeira missa no dia 22 de fevereiro em sua terra natal, no distrito de São Miguel. Durante seu ministério, tornou-se conhecido por praticar boas obras.
Faleceu em 30 de setembro de 1976, dia seguinte ao seu aniversário de 64 anos, na Santa Casa da Misericórdia de São João del-Rei. Durante seu funeral, o fragilizado corpo do padre quase que ficou despido na urna, já que os fiéis faziam retalhos de sua batina a fim de levá-los para casa como relíquias, e a elas se atribuíam poderes milagrosos. Foi inicialmente sepultado no Cemitério Paroquial de São Miguel, mas no dia 1.º de outubro de 2011 foi transladado para o interior da Igreja Matriz de São Miguel, lugar onde exerceu a maior parte de sua vida sacerdotal.

## Beatificação
Em setembro de 2019, um grupo de católicos do distrito de São Miguel do Cajuru oficiou o pedido de beatificação do religioso ao bispo da Diocese de São João del-Rei, Dom José Eudes Campos do Nascimento.

## Livro biográfico
Em setembro de 2021, um livro biográfico foi lançado, com prefácio do padre paraibano e youtuber Gabriel Vila Verde, e apresentação da historiadora Ana Lígia Lira, responsável pelo registro das Aparições de Cimbres (Pernambuco), em 1936.